# ناتاج (آن)
ناتاج (بالفرنسية: Nattages)‏ هي بلدية فرنسية تقع في إقليم الآن في فرنسا. رمز إنسي لها هو:1271. أما الرمز البريدي لها فهو: 1300.وهي من أجمل المدن